# Boris (banda)
Boris (ボリス Borisu?) es una banda japonesa de rock experimental. Entre otros géneros que toca la banda se incluyen el stoner metal, rock psicodélico, noise, ambient, sludge metal y post-rock.

## Historia y orígenes
Su nombre fue tomado de la canción de Melvins "Boris" del disco Bullhead. 
Mucho del trabajo inicial de Boris es un stoner doom puro. Absolutego de 1996 se caracteriza por acordes de una profunda lentitud, una densidad pocas veces superada y la oscuridad característica del doom. Su disco de 2002 Heavy Rocks marca un cambio sensible en el tono, volviéndose un poco más rápido, más estilo punk y sludge.
En realidad, es imposible clasificar a la banda dentro de un subgénero del metal. Podemos, en general, hablar de una primera etapa stoner doom, posteriormente incursionando más al sludge metal y sludge doom. Sus últimos discos son un ambient combinada con un punk y metal progresivo, rayando en lo retro.

## Miembros

### Formación actual
- Takeshi – bajo, guitarra y voz (1998–presente)
- Wata – Guitarra líder, voz  y feedback (1992–presente)
- Atsuo – voz, batería (1996–1998) y coros (1998–presente)

### Exintegrantes
- Michio Kurihara – guitarrista de gira e invitado regular (2007–2012)
- Nagata – batería (1992–1996)

## Discografía

### Álbumes de estudio
- Absolutego (1996)
- Amplifier Worship (1998)
- Flood (2000)
- Heavy Rocks (2002)
- Akuma no Uta (2003)
- Boris at Last –Feedbacker– (2003)
- The Thing Which Solomon Overlooked (2004)
- Dronevil (2005)
- Soundtrack from Film "Mabuta no Ura" (2005)
- Pink (2005)
- The Thing Which Solomon Overlooked 2 (2006)
- The Thing Which Solomon Overlooked 3 (2006)
- Vein (2006)
- Smile (2008)
- New Album (2011)
- Heavy Rocks (2011)
- Attention Please (2011)
- Präparat (2013)
- Vein (2013)
- Noise (2014)
- Asia (2015)
- Urban Dance (2015)
- Warpath (2015)
- Dear (2017)
- W (2022)
- Heavy Rocks (2022)
- Fade (2022)